# Carly
Carly és un municipi francès situat al departament del Pas de Calais i a la regió dels Alts de França. L'any 2007 tenia 540 habitants.

## Demografia

### Població
El 2007 la població de fet de Carly era de 540 persones. Hi havia 182 famílies de les quals 20 eren unipersonals (16 homes vivint sols i 4 dones vivint soles), 65 parelles sense fills, 85 parelles amb fills i 12 famílies monoparentals amb fills.
La població ha evolucionat segons el següent gràfic:
Habitants censats

### Habitatges
El 2007 hi havia 202 habitatges, 185 eren l'habitatge principal de la família, 5 eren segones residències i 11 estaven desocupats. 200 eren cases i 2 eren apartaments. Dels 185 habitatges principals, 147 estaven ocupats pels seus propietaris, 37 estaven llogats i ocupats pels llogaters i 2 estaven cedits a títol gratuït; 1 tenia dues cambres, 18 en tenien tres, 43 en tenien quatre i 123 en tenien cinc o més. 172 habitatges disposaven pel capbaix d'una plaça de pàrquing. A 70 habitatges hi havia un automòbil i a 102 n'hi havia dos o més.

### Piràmide de població
La piràmide de població per edats i sexe el 2009 era:
| Homes | Edats   | Dones |
| ----- | ------- | ----- |
| 0     | 95 o +  | 0     |
| 0     | 90 a 94 | 0     |
| 0     | 85 a 89 | 0     |
| 0     | 80 a 84 | 4     |
| 8     | 75 a 79 | 4     |
| 4     | 70 a 74 | 20    |
| 8     | 65 a 69 | 0     |
| 8     | 60 a 64 | 16    |
| 4     | 55 a 59 | 8     |
| 28    | 50 a 54 | 24    |
| 28    | 45 a 49 | 28    |
| 20    | 40 a 44 | 20    |
| 20    | 35 a 39 | 8     |
| 24    | 30 a 34 | 24    |
| 20    | 25 a 29 | 24    |
| 24    | 20 a 24 | 12    |
| 12    | 15 a 19 | 28    |
| 20    | 10 a 14 | 20    |
| 16    | 5 a 9   | 20    |
| 12    | 0 a 4   | 16    |

## Economia
El 2007 la població en edat de treballar era de 370 persones, 271 eren actives i 99 eren inactives. De les 271 persones actives 222 estaven ocupades (125 homes i 97 dones) i 48 estaven aturades (23 homes i 25 dones). De les 99 persones inactives 22 estaven jubilades, 41 estaven estudiant i 36 estaven classificades com a «altres inactius».

### Ingressos
El 2009 a Carly hi havia 190 unitats fiscals que integraven 553,5 persones, la mediana anual d'ingressos fiscals per persona era de 16.896 €.

### Activitats econòmiques
Dels 17 establiments que hi havia el 2007, 2 eren d'empreses de construcció, 6 d'empreses de comerç i reparació d'automòbils, 3 d'empreses d'hostatgeria i restauració, 1 d'una empresa financera, 4 d'empreses de serveis i 1 d'una empresa classificada com a «altres activitats de serveis».
Dels 3 establiments de servei als particulars que hi havia el 2009, 1 era un electricista, 1 perruqueria i 1 restaurant.
L'any 2000 a Carly hi havia 12 explotacions agrícoles que ocupaven un total de 441 hectàrees.

## Equipaments sanitaris i escolars
El 2009 hi havia una escola maternal integrada dins d'un grup escolar amb les comunes properes formant una escola dispersa.

## Poblacions més properes
El següent diagrama mostra les poblacions més properes.